# Дрона
Дрона (санскр. द्रोण, droṇa IAST — «народжений в посудині») та Дроначарья (санскр. द्रोणाचार्य, droṇāchārya IAST) — герой давньоіндійського епосу «Магабгарата», один із найважливіших персонажів старшого покоління, навчив бойовим мистецтвам Пандавів і Кауравів. Дрона володів знаннями та майстерністю в різних видах військового мистецтва, в тому числі і в мистецтві володіння божественним зброєю. Його улюбленим учнем був Арджуна, а його сином — Ашваттхама. Дрона вважається частковим втіленням Бріхаспаті.

## Дрона в Битві на Курукшетрі
Дрона засудив царевича Дурьодгану і його братів за узурпування влади в царстві і за вигнання Пандавів. Але так як Дрона перебував на службі в Гастінапурі, борг зобов'язував його битися на стороні Кауравів проти дорогих його серцю Пандавів. Дрона був одним з найбільш могутніх воїнів на Курукшетрі, що завдало найбільшої шкоди армії противника. За допомогою свого неперевершеного майстерності і різних видів зброї, непереможний Дрона власноруч убив декількасот тисяч воїнів з армії Пандавів. Після загибелі Бгішми Дрона зайняв пост головнокомандуючого і очолював армію Кауравів з 11-го по 15-й день битви, викликаючи заздрість і досаду Карни, що також претендував на цей пост.
У ході битви Дрона запланував взяти Юдгіштгіру в полон. Для втілення цього плану в життя, Дурьодгана закликав на допомогу царя Бгагадатту, сина великого демона Наракасура. Бгагадатта був правителем царства Праджокіятса, що знаходилося на території сучасної Бірми. Бажаючи помститися за свого батька Наракасуру, раніше вбитого Крішною, Бгагадатта погодився битися проти Пандавів. Але, незважаючи на допомогу Бгагадатті, Дрона не зміг полонити Юдгіштгіру.
На 15-й день битви, спонукуваний Дгрітараштрі, Дрона вирішив використовувати потужну зброю брагмаданду, що володіла могутністю семи великих мудреців. Так як ніхто крім Дрони не вмів володіти цією зброєю або протистояти йому, Дрона протягом всього п'ятнадцятого дня битви був непереможний. Спостерігав за всім Крішна придумав тоді хитрий план, за допомогою якого можна було зламати непереможного Дрону. Дотримуючись плану Крішни, Бхима знайшов і убив слона, якого звали Ашваттгама і почав голосно кричати, що Ашваттгама був убитий. Дрона, однак, не повірив Бгимі та пішов за підтвердженням до Юдгіштгіра, знаючи, що той ні за яких обставин не стане брехати. На питання Дрони Юдгіштгіра відповів санскритської фразою, яка приблизно означала: «Ашваттгама помер, нехай то людина чи слон». У той час як Юдгіштгіра вимовляв ці слова, за наказом Крішни воїни раптово задули в сурми, звук яких поглинув останню частину фрази. Повіривши в новину про смерть свого сина, Дрона склав зброю, зіскочив із воза і закривши очі, сів на землю. Дхріштадьюмна скористався моментом і обезголовив Дрону. Говориться, що до того моменту, коли меч Дгріштадьюмни відтяв голову Дрони, його душа вже залишила тіло в результаті виконаної ним медитації. Смерть Дрони призвела Арджуну у велику печаль, так як він сподівався взяти в полон свого дорогого вчителя і таким чином врятувати його життя.